# معمر زين العاشقين
معمر زين العاشقين هو قارئ قرآن وحافظ للقرآن من إندونيسيا معروف محليا ودوليا. فاز بمسابقة تلاوة القرآن في إندونيسيا في ثمانينات القرن العشرين.